# Strnad hnědohlavý
Strnad hnědohlavý (Emberiza bruniceps) je středně velký druh pěvce z čeledi strnadovitých. 

## Popis
Samec má červenohnědou masku a hrdlo, žlutou spodinu a kostřec a žlutavě zelený, tmavě čárkovaný hřbet. Samice je obtížně odlišitelná od samice strnada černohlavého; shora je hnědá (včetně hlavy), zespodu žlutobílá, kostřec je žlutavý. 

## Výskyt
Hnízdí v otevřené krajině ve stepích, pouštích a horských oblastech, zimuje v Indii. V západní Evropě je vzácný, většinou se jedná o ptáky uniklé ze zajetí. V České republice byl zaznamenán jednou – v prosinci 1961 byl chycen samec u Lanškrouna.

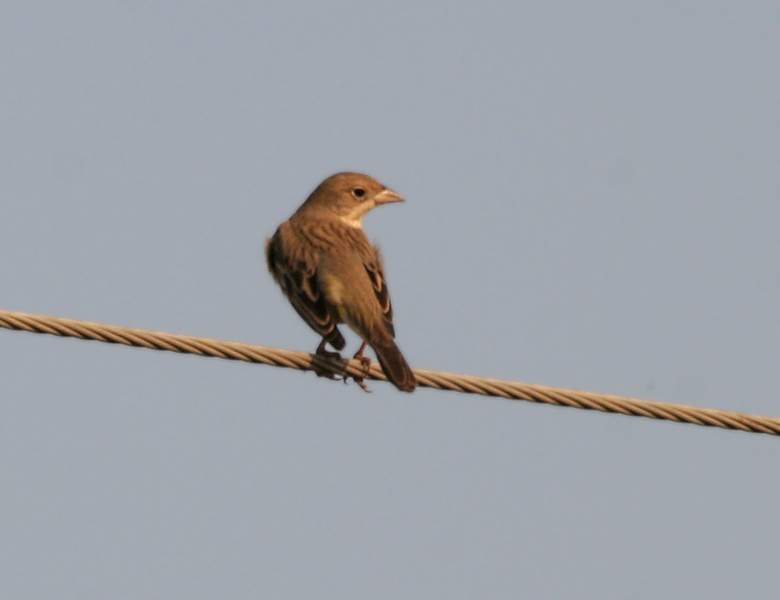
Jednoletý strnad hnědohlavý
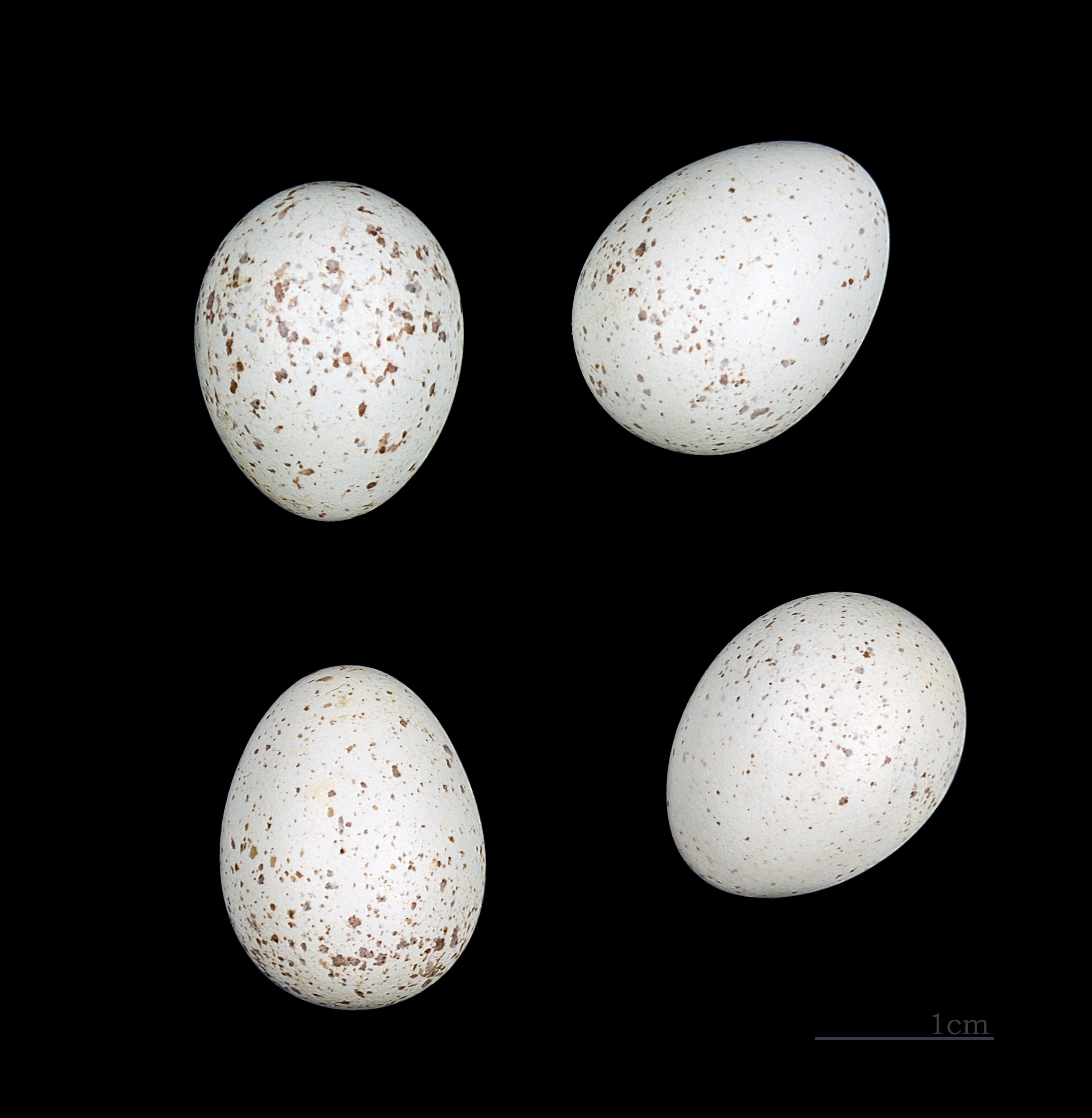
Emberiza bruniceps